# Petr Johana
Petr Johana (* 1. listopadu 1976, Most) je český fotbalový obránce a bývalý reprezentant.Momentálně je hlavním trenérem mužstva U-19 Fk Baník Most souš. K jeho přednostem patří hra hlavou.

## Klubová kariéra
S fotbalem začínal v Meziboří, v mládežnických kategoriích hrál za Litvínov. V roce 1995 hrál za FK Ústí nad Labem a Slavii Karlovy Vary. Od roku 1996 hrál za Most. Od roku 2000 působil tři roky v týmu FC Slovan Liberec. Další dvě sezóny hrál za AC Sparta Praha, odkud odešel na dvě sezóny do tureckého týmu Manisaspor. Po návratu v roce 2007 hrál sezónu za Most a na další dvě sezóny odešel do rakouského klubu SC Magna Wiener Neustadt. Po dalším návratu do České republiky v roce 2010 hrál za Mladou Boleslav. V listopadu 2012 dokázal v lize vstřelit tři branky během dvou utkání. V lize získal titul v roce 2002 s Libercem a v roce 2005 se Spartou.
V sezóně 2012/13 se probojoval s Mladou Boleslaví do finále českého fotbalového poháru proti Jablonci. Zápas dospěl po remíze 2:2 do penaltového rozstřelu, který mladoboleslavští prohráli poměrem 4:5. Petr svůj pokus neproměnil, napálil míč do břevna.
V únoru 2014 přestoupil do druholigového FK Baník Most 1909 (klub měl o něj zájem již v létě 2013).
Sezónu 2014/2015 zahájil v divizním týmu TJ Baník Souš.

### Ligová bilance
| Ročník                                | Zápasy | Góly | Klub               |
| ------------------------------------- | ------ | ---- | ------------------ |
| Gambrinus liga 1999/00                | 11     | 1    | FC Slovan Liberec  |
| Gambrinus liga 2000/01                | 26     | 1    | FC Slovan Liberec  |
| Gambrinus liga 2001/02                | 30     | 4    | FC Slovan Liberec  |
| Gambrinus liga 2002/03                | 21     | 2    | FC Slovan Liberec  |
| Gambrinus liga 2003/04                | 27     | 1    | AC Sparta Praha    |
| Gambrinus liga 2004/05                | 12     | 1    | AC Sparta Praha    |
| Süper Lig 2005/06                     | 28     | 2    | Manisaspor         |
| Süper Lig 2006/07                     | 11     | 1    | Manisaspor         |
| Gambrinus liga 2007/08                | 10     | 0    | FK Baník Most      |
| Rakouská fotbalová Bundesliga 2008/09 | 30     | 4    | SC Wiener Neustadt |
| Rakouská fotbalová Bundesliga 2009/10 | 20     | 3    | SC Wiener Neustadt |
| Gambrinus liga 2010/11                | 15     | 1    | FK Mladá Boleslav  |
| Gambrinus liga 2011/12                | -      | -    | FK Mladá Boleslav  |
| CELKEM                                | -      | -    |                    |

## Reprezentační kariéra
V českém reprezentačním A-mužstvu odehrál v letech 2001–2003 13 utkání. Debutoval 2. června 2001 v kvalifikačním zápase proti Dánsku (porážka 1:2). Poslední utkání sehrál 12. listopadu 2003, šlo o přátelské střetnutí s Kanadou (výhra 5:1).